# Мокошиця
42°40′ пн. ш. 18°05′ сх. д. / 42.67° пн. ш. 18.09° сх. д.
Мокошиця (хорв. Mokošica) — населений пункт у Хорватії, у Дубровницько-Неретванській жупанії у складі міста Дубровник.

## Населення
Населення за даними перепису 2011 року становило 1 924 осіб.
Динаміка чисельності населення поселення: